# Jurij Azarow
Jurij Azarow (ur. 21 maja 1931 w Razdolnoje na Ukrainie, zm. 30 września 2012) – rosyjski i ukraiński pedagog, dr nauk pedagogicznych.

## Życiorys
Studia w zakresie filologii klasycznej odbył na Uniwersytecie w Charkowie. Po studiach, w latach 1952–1966, pracował jako nauczyciel, a następnie dyrektor szkoły średniej. Od 1976 był samodzielnym pracownikiem w Akademii Nauk Pedagogicznych ZSRR, a następnie w Instytucie Szkolnictwa Wyższego. W 1983 został kierownikiem Katedry Pedagogiki i Psychologii w Instytucie Kultury Ministerstwa Kultury ZSRR.
Podstawową problematykę badawczą Azarowa stanowi teoria i metodyka wychowania szkolnego i rodzinnego, a także problemy wychowania estetycznego. Organizował eksperymenty w dziedzinie wychowania estetycznego i wystaw eksperymentalnych prac dziecięcych m.in. w Moskwie, Kijowie oraz Stanach Zjednoczonych. Opracował nowe programy pedagogiki, psychologii ogólnej i psychologii społecznej dla zakładów kształcenia nauczycieli.

## Publikacje (wybór)
- Mastierstwo wospitatiela, 1970
- Igra i trud, 1973
- Piedagogika siemiejnych otnoszenij, 1976
- Iskusstwo wospitywat, 1979
- Siemiejnaja piedagogika, 1980, 2 wyd. 1983
- Kniga dla siemiejnogo wospitanija, 1983
- Sczastje waszego rebionka, 1984

Źródło.

## Powieści (wybór)
- Solenga, 1987
- Pieczora, 1987
- Iskusstwo lubit dietiej, 1987
- Radost uczit i uczitsia, 1989

Źródło.